# Dumitru Armășel
Dumitru Armășel (n. 1901) a fost un rugbist român. Legitimat la Stadiul Roman, a participat cu echipa de rubgby la Jocurile Olimpice de vară din 1924 desfășurate la Paris – olimpiadă la care echipa României a obținut medalia de bronz, prima medalie cucerită de un român la o olimpiadă.

## Legături externe
- Dumitru Armășel la Comitetul Olimpic și Sportiv Român (arhivat)
- en Dumitru Armășel la Olympedia.org